# Patrizikirche Hollenegg

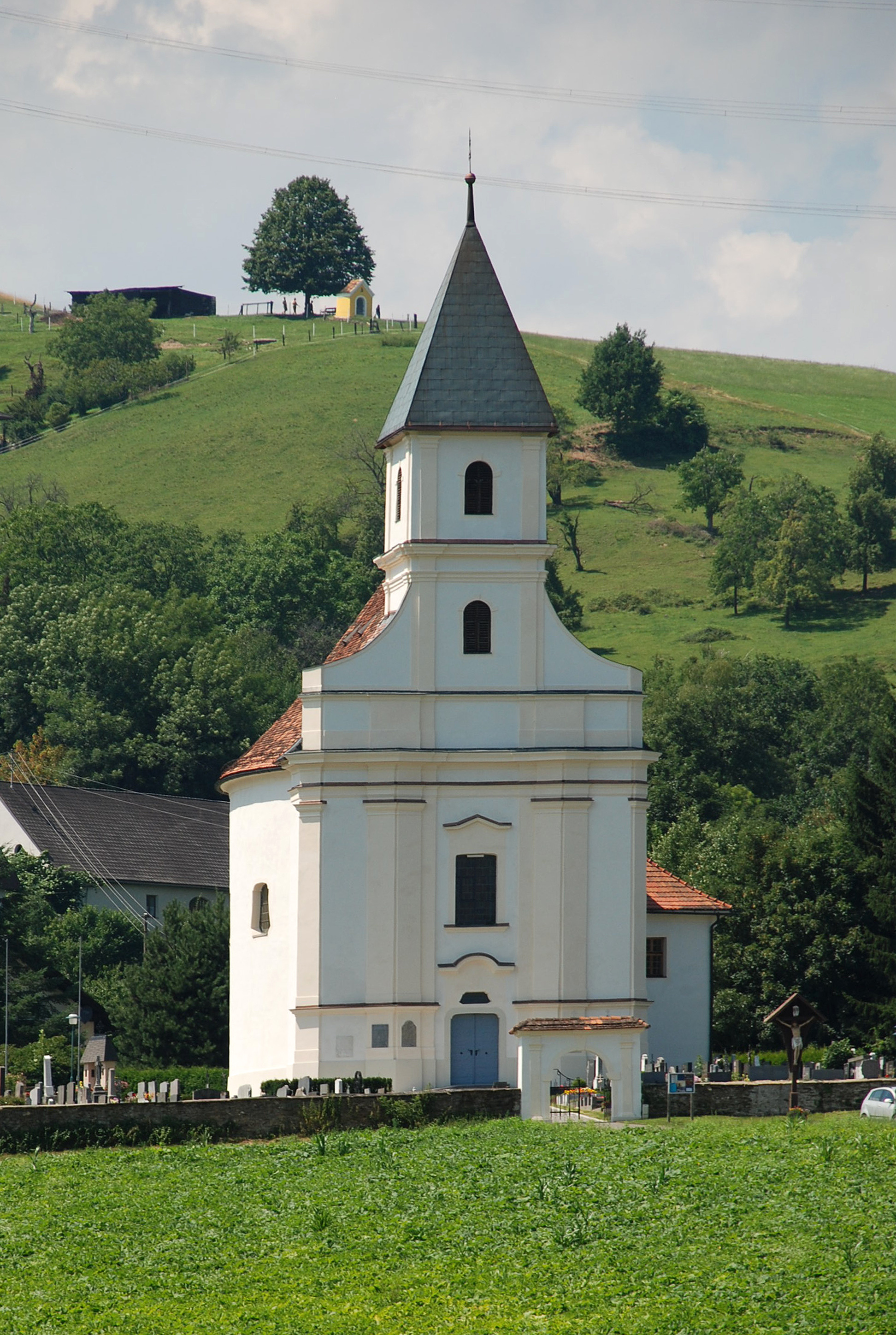
Kath. Filialkirche hl. Patritius in Hollenegg

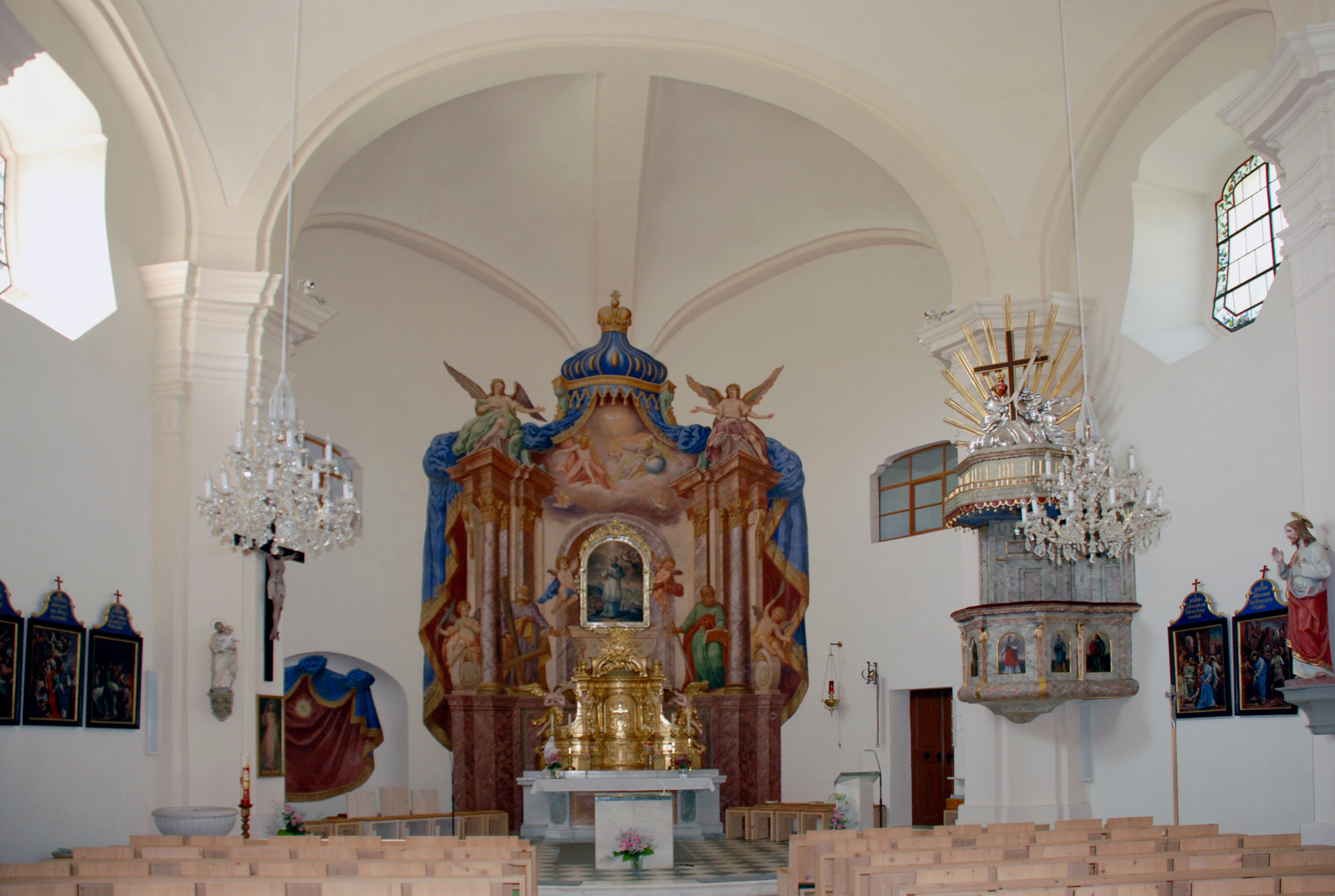
Vom Zentralraum zur Apsis

Die römisch-katholische Patrizikirche Hollenegg steht in der Katastralgemeinde Neuberg im Ort Hollenegg in der Marktgemeinde Schwanberg im Bezirk Deutschlandsberg in der Steiermark. Die dem heiligen Patrizius geweihte Filialkirche gehört zum Dekanat Deutschlandsberg in der Diözese Graz-Seckau. Die Kirche steht unter Denkmalschutz.

## Geschichte
Die Filialkirche wurde 1777 unter Erhaltung der Segmentapsis einer älteren Kirche mit dem Baumeister der Schlosskirche (Pfarrkirche Hollenegg) erbaut.

## Architektur
Die Kirche hat eine gut gegliederte dreiachsige Fassade mit schräg gestellten Doppelpilastern und darüberliegendem Gesims und Attika. Auf dem schräg anlaufenden Giebel steht der Fassadenturm mit einem Zeltdach.
Das Kircheninnere zeigt sich mit kräftig hervortretenden Wandpfeilern und einem umlaufenden Gesims unter einem Platzlgewölbe. Der Längsovalraum hat ein vorgelagertes querrechteckiges Emporenjoch.

## Ausstattung
Der gemalte Altarprospekt steht in der Art des Malers Philipp Carl Laubmann. Der Rokoko-Tabernakel entstand um 1700, die einfache Kanzel entstand zur selben Zeit. Die zwei Seitenaltäre sind aus dem Ende des 19. Jahrhunderts.
Die Orgel aus der Zeit um 1800 – vermutlich vom Orgelbauer Franz Xaver Schwarz (?) – wurde aus der Wolfgangikirche Hollenegg hierher übertragen. Sie entsprach nicht mehr den Anforderungen, eine Renovierung hätte nicht alle Mängel beheben können (z. B. die kurze Oktave). 2020 wurde mit dem Bau eines neuen Instrumentes durch das Orgelbauunternehmen Erler aus Fügen in Tirol begonnen. Die neue Orgel ist eine mechanische Schleifladenorgel mit 14 Registern auf zwei Manualen und Pedal (und zwei Vorabzügen). Ihr Gehäuse besteht aus naturbelassenem Edelkastanienholz. Sie wurde in der nördlichen (linken) Nische vor dem Altar aufgebaut. Weihetag ist der 17. Oktober 2021.